# トム・ニッソーク
トム・ニッソーク（Thomas Edward "Tom" Nissalke、1932年7月7日 - 2019年8月22日）は、アメリカ合衆国のバスケットボールの指導者。ウィスコンシン州マジソン出身。アメリカ男子プロバスケットボールリーグABA、NBAでユタ・ジャズなどのヘッドコーチを務め、ABA,NBA通算で、レギュラーシーズンでは879試合を指揮し、371勝508敗、プレイオフは出場経験はない。1976年ユタ・ジャズで最優秀コーチ賞を受賞している。

## 経歴
1971年プロのコーチキャリアをABAのダラス・チャパラルズ（現在のサンアントニオ・スパーズ）ヘッドコーチでスタートした。その後、ABA、NBAの数チームで、ヘッドコーチを務め、1984年、クリーブランド・キャバリアーズを最後に引退している。